# Кали (город)
Ка́ли (исп. Santiago de Cali [sanˈtjaɣo ðe ˈkali], Сантьяго-Де-Кали) — город, расположенный на западе Колумбии, основан в 1536 году. Столица департамента Валье-дель-Каука, третий по численности населения город Колумбии (после Боготы и Медельина). Эффективно развивается в последнее время, имеются небоскрёбы (башня Кали).

## Топонимия
В сложном названии города присутствует наименование Сантьяго, схожее почти для всех испанских поселений Латинской Америки. Кали был основан 25 июля, в день апостола Иакова (Сантьяго), поэтому городу было дано такое название. Тем не менее, наименование Кали имеет несколько значений: возможно, оно происходит от слова Кали, что на языке паэс означает «вязание без игл») или относится к одному из индо-американских народов, либо от названия региона и одной из рек в южной части города, Лили (на языке паэс — «влажный»).
Также считалось, что название Кали могли дать городу мексиканские племена: calli — на языке ацтеков «дом». Либо, возможно, слово происходит из кечуа и было введено индейцами Йанаконас, которых привез из Эквадора основатель Себастьян де Белалькасар, последнюю версию подтверждает существование в пригороде Кито посёлка под названием «Кали Кали». Происхождение из языка паэс наиболее вероятное, ибо несколько названий Валье-дель-Каука берут своё начало именно из этого языка, особенно если сверяться по старому словарю Эухенио дель-Кастильо-и-Ороско.

## История
К приходу испанцев в долине Кали жило ок. 30000 индейцев, потом их стало меньше 2000, которые в свою очередь принадлежали 19 или 20 испанцам. Поскольку платить подати индейцам было фактически нечем, они отбывали службу переноской грузов по очень крутым горам, от чего многие и умерли.
Как пишет хронист Сьеса де Леон: «Основал и заселил этот город Кали капитан Мигель Муньос, во имя его величества, при аделантадо доне Франсиско Писарро, губернаторе Перу, в году 1536, хотя (как и дальше я расскажу) у города первым основателем был капитан Себастьян де Белалькасар, в селениях горронов. И чтобы перенести его туда, где он сейчас находится, некоторые хотят сказать, что муниципалитет этого самого города, принудил и заставил Мигеля Муньоса к тому, чтобы это он сделал. Отчего и кажется, что честь этого основания оказана Белалькасару, а муниципалитета я уже коснулся; потому что если бы желание Мигеля Муньоса не было рассмотрено, то не мы не знаем, где бы стоял город, судя по тому как считают сами завоеватели, которые были там жителями».
В 1540 году в городе Кали Франсиско Писарро оказывает пышный и дружественный приём капитану Хорхе Робледо, завоевателю колумбийских провинций Ансерма и Кимбая.
В августе 1956 года, через 3 года после выхода фильма «Плата за страх», в Колумбии произошла коллизия с его событиями. При перевозке военным конвоем 42 тонн динамита для дорожных работ из порта Буэнавентура на склад Сан-Хорхе в Кали случилась серьёзная трагедия. При вынужденной ночёвке у склада прямо в центре города было допущено неправильное обращение с опасным грузом. Точные причины при взрывной воронке диаметром 50 м и глубиной 25 м установить было невозможно. Пострадала значительная часть города Кали, погибли по разным данным от 1,3 до 4 тысяч человек.

## Культура
В городе ежегодно проходят крупные культурные мероприятия, одним из которых является музыкальный фестиваль имени Петронио Альвареса.

## Транспорт
Международный аэропорт Пальмасека

## Города-побратимы
- Афины (греч. Αθήνα), Греция
- Монреаль (фр. Montréal, англ. Montreal), Канада
- Палос-де-ла-Фронтера (исп. Palos de la Frontera), Испания